# Fundación Docomomo Ibérico
La Fundación Docomomo Ibérico es una organización fundada en la década de 1990, parte de Docomomo Internacional, dedicada a la documentación y difusión de la arquitectura del movimiento moderno en la península ibérica —España y Portugal— y los territorios insulares relacionados. La organización, con sede en Barcelona aunque hacia 2014 habría trasladado «sus oficinas» a Lisboa, ha desarrollado una labor de inventariado del patrimonio arquitectónico moderno, mediante la elaboración de varios registros. Pertenecen a ella diversos colegios oficiales de arquitectos, entre otras instituciones como la Fundación Mies van der Rohe.